# محمد صفایی دلوئی
محمد صفایی دلویی نمایندهٔ دوره یازدهم از حوزهٔ انتخابیهٔ گناباد و بجستان در استان خراسان رضوی است. وی با کسب 6855 رای از مجموع 23465 رای معادل ۴۲٫۵۴٪ درصد آرا به مجلس راه پیدا کرد. صفایی در دوره دهم نیز کاندید شده بود که 3200 رای معادل ۱۳٫۴۹٪ آرا را در حوزه انتخابیه گناباد و بجستان کسب کرد. وی همچنین از دی ماه ۱۳۸۴ تا آبان ماه ۱۳۹۳ به عنوان فرماندار گناباد مشغول به کار بوده‌است.